# De slaap (Puvis de Chavannes)
De slaap (Frans: Le Sommeil) is een groot schilderij uit 1867 van Pierre Puvis de Chavannes. Sinds 1888 maakt het deel uit van de collectie van het Museum voor Schone Kunsten in Rijsel.

## Geschiedenis
Puvis de Chavannes presenteerde het schilderij op de Salon van 1867. Op dit punt in zijn loopbaan nam de schilder afstand van de romantische invloed die zijn vroege werken kenmerkte. De slaap kan worden beschouwd als het eerste symbolistische schilderij van de Franse schilderkunst. 
Voordat hij begon te werken aan het doek, maakte Puvis de Chavannes een groot aantal tekeningen en geschilderde schetsen, die soms duidelijk afwijken van het eindresultaat. Een ervan wordt bewaard in het museum in Rijsel. De kunstenaar zag De slaap als zijn favoriete werk. Hij maakte er verschillende replica's in kleiner formaat van, getekend of geschilderd. Het Metropolitan Museum of Art in New York bezit een van die versies.

## Voorstelling
De slaap is geïnspireerd op een vers uit Vergilius' Aeneis (II, 268):  “Het was de tijd waarop de eerste slaap voor de vermoeide stervelingen begint”. Hoewel deze passage betrekking heeft op de Trojaanse Oorlog, schilderde Puvis de Chavannes een scene met enkele eenvoudige boeren die aan het slapen zijn. Op de voorgrond rechts vertegenwoordigen een oudere man en vrouw, een vrouw met haar kind en een jong paartje de fases van het leven. Links gaat een onduidelijker weergegeven groep figuren op in het halfduister. Op de achtergrond is de zee zichtbaar. De volle maan en de sterren verlichten de mooie zomernacht. Het gebruik van gedempte tinten beige, blauw en roze versterkt de slaperige sfeer van het schilderij. Het lijkt alsof Puvis de Chavannes het gevoel van half bewustzijn, tussen wakker worden en in slaap vallen, op het schilderij tot uitdrukking heeft willen brengen.
Rond het midden van de negentiende eeuw was de slaap een populair theme in de schilderkunst. Werken van Chassériau en Millet (bijvoobeeld Middagrust) dienden waarschijnlijk als inspiratie voor Puvis de Chavannes. Ook Courbet beeldde het fenomeen uit, maar koos voor een voyeuristische, provocerende benadering. 

## Afbeeldingen

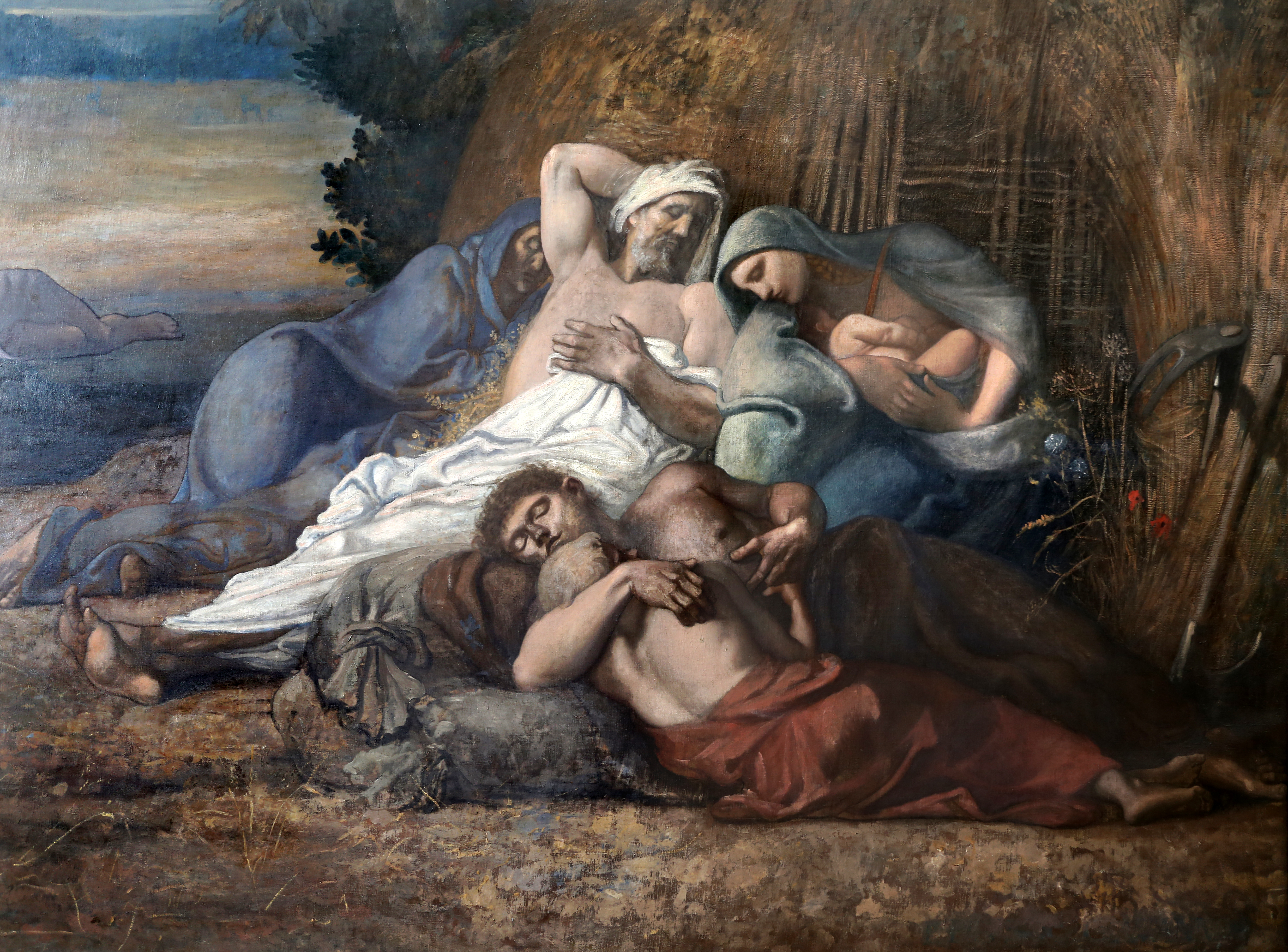
Detail
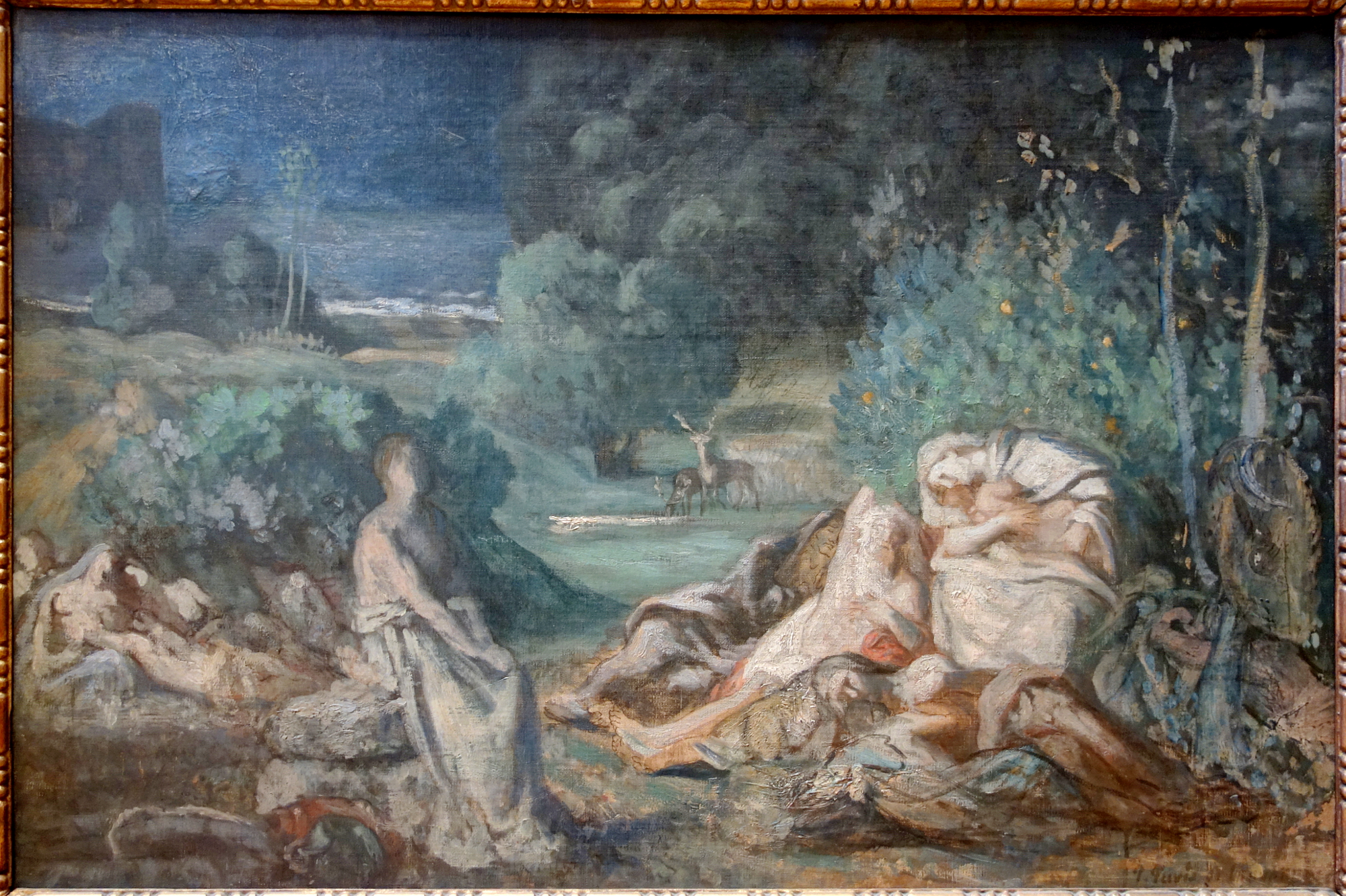
Voorbereidende schets
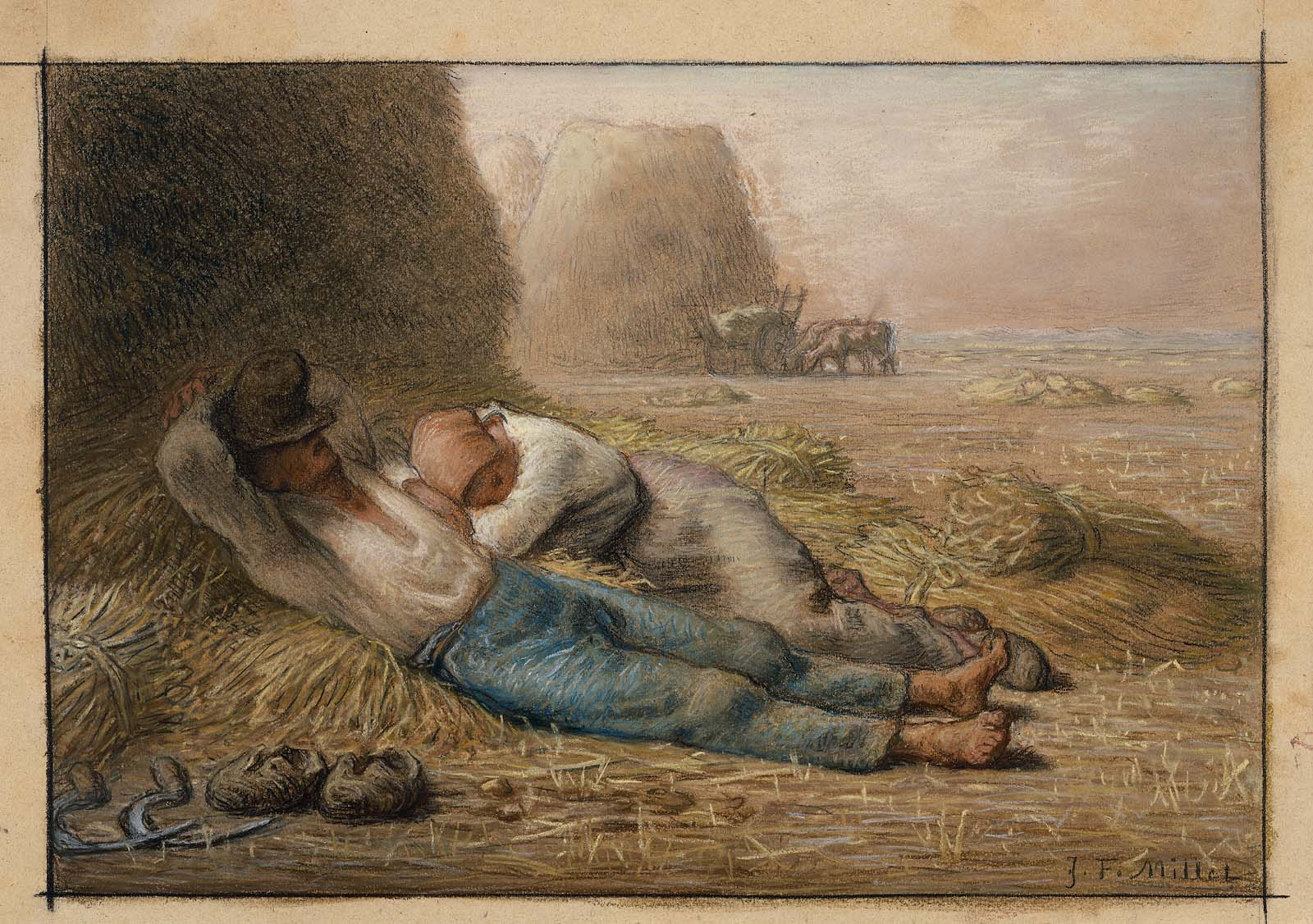
Middagrust - Jean-François Millet
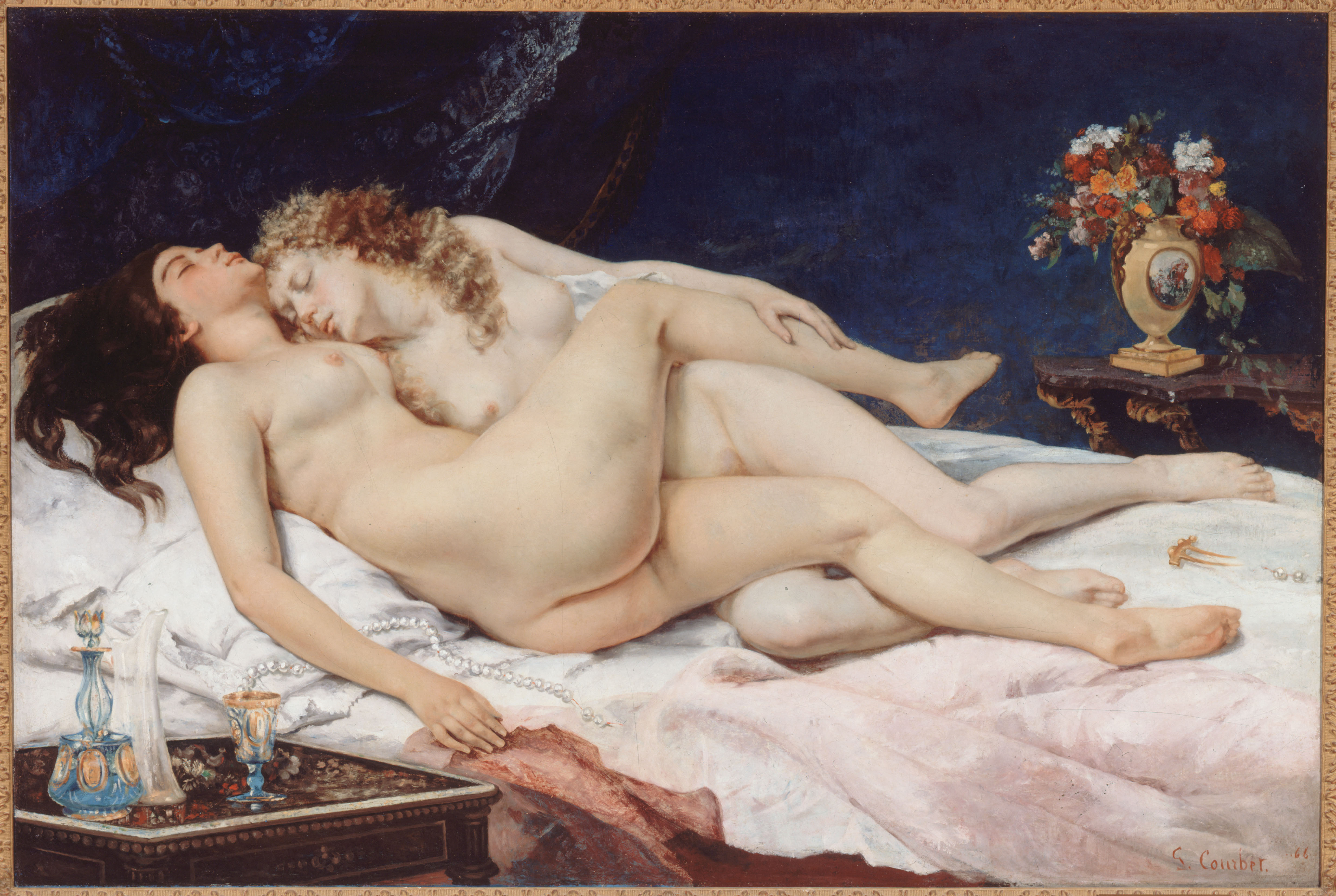
De slaap - Gustave Courbet